# Jean-Claude Kaufmann
Pour les articles homonymes, voir Kaufmann.
Pour l’article ayant un titre homophone, voir Jean-Paul Kauffmann.
Jean-Claude Kaufmann est un sociologue français, né le 12 avril 1948 au Mans. Spécialiste de la vie quotidienne, et pionnier de la microsociologie, il a ensuite replacé ses premières analyses dans la problématique plus large de l'identité, qu'il a de ce fait contribué à renouveler. Il travaille aussi, dans le cadre général de ses recherches au CNRS, sur la socialisation et la subjectivité.

## Biographie
Né de père breton et de mère piémontaise, ses parents se sont mariés au Mans pendant la Seconde Guerre mondiale.  
Jean-Claude Kaufmann commence sa carrière de sociologue en 1969 comme chercheur contractuel, alors qu'il était encore étudiant.
Il entre au Centre national de la recherche scientifique (CNRS) (centre de recherche sur les liens sociaux (CERLIS), Université Paris Descartes - Sorbonne) en 1977. Il soutient sa thèse en 1978. Chargé de recherche et d'études, il est directeur de recherches CNRS depuis 2000.
Il est membre du CERLIS, une unité mixte de recherche sous tutelle du CNRS, de l’Université Paris Descartes et de l'Université Sorbonne Nouvelle.
En 1976, il rencontre Marie-Françoise, sa future femme, ex-enseignante en biologie. Ils se marient en 1982 et ont deux garçons. Ils habitent Saint-Brieuc.

## Analyse
Jean-Claude Kaufmann analyse la façon dont les normes naissent et se structurent dans la vie sociale contemporaine. Alors que les sociétés anciennes étaient dominées par la reproduction des modèles de comportement hérités (le fils du paysan ou, au contraire, du noble agissait à la manière de son père), la société contemporaine (depuis les années 1960) semble marquée par la liberté des choix individuels et la diversité des comportements.
La sociologie de Kaufmann consiste à montrer que cette liberté n'est qu'apparente et que les espaces pacifiés où se manifeste cette diversité de comportements (comme la plage européenne où certaines femmes dénudent leur poitrine et d'autres non) sont néanmoins régis par des normes implicites (ainsi les hommes évitent de regarder de façon appuyée les femmes dénudées sur la plage, ce qui témoigne d'un important contrôle de soi, fruit de la socialisation et de ce que Norbert Elias a appelé la « civilisation des mœurs »). Selon ses analyses, l'individu est porteur de modèles hérités de l'histoire personnelle (qui est aussi une histoire sociale), mais, malgré la force des habitudes intériorisées, il est aujourd'hui confronté à travers ses interactions avec autrui à d'autres modèles, multiples, divers et dans certains cas contradictoires entre eux : « ça ne va plus de soi », pourrait-on dire, et chacun doit s'engager dans une négociation plus ou moins approfondie avec autrui pour, par exemple, définir dans le couple quelle sera la répartition des tâches ménagères. Cela contraint l'individu contemporain à un travail réflexif sur soi qui débouche sur une définition, souvent instable, de son identité. 
L'identité personnelle, loin d'être héritée, est dans cette perspective un « travail » itératif, un processus constant au cours duquel l'individu est amené à déterminer son image de soi par ces négociations souvent longues et risquées avec autrui. Ce processus tend néanmoins à se stabiliser avec le temps et à transformer les effets de la négociation en habitudes (ce qui n'empêche pas que puisse survenir une rupture ultérieure), ce qui fait que les normes, au lieu de préexister aux comportements et de les guider a priori comme dans les sociétés anciennes, peuvent être vues aujourd'hui (un peu paradoxalement) comme le résultat plus ou moins maîtrisé des comportements.
Dans cette construction de l'identité personnelle, l'imaginaire occupe une place centrale puisque les normes et les comportements sont, pour une part, à construire sans devoir se référer à un modèle réel : c'est ainsi qu'étudiant la situation des femmes célibataires ou vivant seules en France (un phénomène récent et en augmentation), Jean-Claude Kaufmann met en évidence chez elles le rôle de la figure imaginaire du « Prince charmant », figure rêvée, idéalisée, enchantée, qui va, au gré des scénarios personnels, se métamorphoser en « petits princes », moins éclatants, moins brillants, à mi-chemin entre le rêve et la réalité, entre l'imaginaire et ses tentatives de concrétisation. Entre le rêve et la réalité, les relations pourront être diverses — désillusion, angoisse notamment devant le temps qui passe, regrets éventuels, simple rêverie compensatoire, etc. —, mais la réalité sociale, loin de se réduire à des données objectives (selon notamment le principe ancien qui affirmait que « nécessité fait loi »), se construit également à partir de cet imaginaire irrépressible.

### Méthodologie
La méthodologie de Jean-Claude Kaufmann repose essentiellement sur l'« entretien compréhensif ». Il s'agit donc d'interviews ou d'entretiens semi-directifs qui sont ensuite analysés et interprétés par le sociologue.
« Les propos recueillis dans les entretiens ne doivent être considérés ni comme la vérité à l'état pur, ni comme une déformation systématique de cette dernière. Ils sont complexes, souvent contradictoires, truffés de dissimulations et de mensonges. Mais ils sont aussi d'une extraordinaire richesse, permettant justement par leurs contradictions d'analyser le processus identitaire, donnant des pistes (les phrases récurrentes) pour repérer des processus sociaux sous-jacents. »
On peut parler d'approche ethnographique dans le sens où les personnes interrogées sont considérées comme des informateurs permettant de comprendre les cadres de pensée de la société en cause (dans ce cas-ci, la société française contemporaine). Si cette démarche s'inspire de l'interactionnisme d'Erving Goffman qui, un des premiers, a étudié les interactions de la vie courante, elle s'en distingue cependant par une prise en compte de l'histoire personnelle (les individus disposant de ce point de vue de ressources différentes qu'ils peuvent mobiliser selon les circonstances auxquelles ils font face) mais aussi sociale (avec l'accent mis sur l'opposition entre les sociétés anciennes où les rôles sont en grande partie hérités, et les sociétés occidentales contemporaines, caractérisées par l'individualisme et la création sans cesse renouvelées des rôles).
Cette méthodologie, qui néglige pratiquement toute approche statistique, donne aux travaux de Jean-Claude Kaufmann un aspect essentiellement descriptif et interprétatif; en revanche, la dimension explicative (entre par exemple variables dépendantes et indépendantes) est peu présente. Ainsi, les normes de comportement, par exemple dans le couple en formation, résultent toujours des interactions dans ce couple sans qu'il soit possible de prévoir ni d'expliquer quelles seront les normes qui finiront par s'imposer : la répartition inégalitaire des tâches ménagères selon les genres (les femmes assumant aujourd'hui encore la plus grande partie de ces tâches) sera seulement constatée mais ne pourra pas être expliquée, sinon par la persistance des modèles traditionnels (mais c'est précisément cette persistance qui demanderait à être expliquée).

## Publications

### Essais
- La Vie HLM, usages et conflits, Éditions ouvrières, 1983.
- La Chaleur du foyer, Méridiens-Klincksieck, 1988.
- La Vie ordinaire, Greco, 1989.
- La Trame conjugale. Analyse du couple par son linge, Nathan, 1992, 216 p.  (ISBN 2-266-12247-9).
- Sociologie du couple, PUF, 1993
- Corps de femmes, regards d’hommes. Sociologie des seins nus, Nathan, 1995, 240 p.  (ISBN 2-09-190427-9).
- Le Cœur à l’ouvrage, Nathan, 1997.
- La Femme seule et le Prince charmant, Nathan, 1999.

- Prix Bordin de l’Académie des Sciences morales et politiques
- Ego : Pour une sociologie de l'individu, Nathan Université, 2001.
- Premier matin, Armand Colin, 2002.
- L’invention de soi. Une théorie de l’identité, Armand Colin, 2004.
- L’Entretien compréhensif, Armand Colin, 2004.
- Casseroles, amour et crises : ce que cuisiner veut dire, Armand Colin, 2005.
- Familles à table. Sous le regard de Jean-Claude Kaufmann, Armand Colin, 2007.
- Agacements. Les Petites Guerres du couple, Armand Colin, 2007.
- Quand Je est un autre, Armand Colin, 2008.
- L’Étrange Histoire de l'amour heureux, Armand Colin, 2009.
- Sex@mour, Armand Colin, 2010
- Pères & Fils : Une histoire d'amour, Textuel, 2010.
- Le Sac. Un petit monde d’amour, Jean-Claude Lattès, 2011.
- La Guerre des fesses, Jean-Claude Lattès, 2013.
- Identités : La bombe à retardement, Textuel, 2014.
- Un lit pour deux, Jean-Claude Lattès, 2015.
- Piégée dans son couple, Les Liens Qui Libèrent, 2016.
- L'amour qu'elle n'attendait plus, Hugo Doc, 2018.
- La fin de la démocratie, Les Liens Qui Libèrent, 2019.
- Pas envie ce soir. Le consentement dans le couple, Les Liens Qui Libèrent, 2020[6].
- C'est fatigant, la liberté... Une leçon de la crise, Éditions de l'Observatoire, 2021.
- Ce qu’embrasser veut dire, Payot, 2021.
- Petites vengeances, ou les trahisons positives dans le couple, Éditions de l'Observatoire, 2023.

### Conférences en ligne
- L’identité, une nouvelle religion ?
- A table ! Famille et petits plats
- Le couple